# Aleksandr Zhirov (futbolista)
Aleksandr Vyacheslavovich Zhirov (ruso: Александр Вячеславович Жиров; Barnaúl, República Socialista Federativa Soviética de Rusia, 24 de enero de 1991) es un futbolista ruso que juega de defensa en el F. C. Chelyabinsk de la Liga Nacional de Fútbol de Rusia.

## Trayectoria
El 12 de enero de 2017 firmó un contrato de tres años y medio con el Krasnodar e inmediatamente fue cedido al FK Anzhí Majachkalá para el resto de la temporada 2016-17.

Quedó libre de su contrato con el Krasnodar de mutuo acuerdo el 12 de febrero de 2018, firmando al día siguiente con el Yenisey Krasnoyarsk, de segunda categoría.
El 12 de junio de 2018 firmó un contrato de dos años con el club alemán SV Sandhausen. Acabó estando cinco antes de regresar en junio de 2023 a Rusia después de firmar por un año más otro opcional con el F. C. Baltika Kaliningrado. Tras el primero de ellos fichó por el Ajmat Grozni. En este equipo también estuvo una temporada y en julio de 2025 se unió al F. C. Chelyabinsk.

## Selección nacional
En septiembre de 2020 fue convocado por primera vez con la selección de fútbol de Rusia para los partidos de la Liga de Naciones de la UEFA contra Turquía y Hungría y un amistoso contra Suecia.